# IC 2059
IC 2059 је спирална галаксија у сазвјежђу Еридан која се налази на листи објеката дубоког неба у Индекс каталогу.
Деклинација објекта је - 31° 43' 28" а ректасцензија 4h 20m 26,2s. Привидна величина (магнитуда) објекта IC 2059 износи 12,9 а фотографска магнитуда 13,9. IC 2059 је још познат и под ознакама ESO 420-17, MCG -5-11-7, PGC 14910.